# Resucitar (álbum de Gian Marco)
Resucitar es el séptimo álbum del cantautor peruano de rock Gian Marco lanzado el 20 de julio de 2004. Fue lanzado en el mercado internacional. Su disco permitió a su productor Sebastián Krys estar nominado en los Grammy Latino.
En ese año se realizó una gira musical nacional bajo el mismo nombre.

## Desempeño comercial
Al igual que el álbum anterior de Gian Marco, este álbum fue un éxito en toda América Latina y partes de Europa. Su sencillo principal del mismo nombre entró en las listas de cartelera de Estados Unidos y el álbum le valió a Gian Marco su primer premio Grammy Latino en 2005. Esta fue la quinta nominación de Gian Marco a los Latin Grammy.

## Recepción crítica
Además de obtener una buena aceptación por parte del público y de la academia de grabación, el álbum también recibió una calificación de 3.5 en AllMusic

## Giras
Para promocionar el álbum, Gian Marco se embarcó en su Resucitar Tour 2004 por todo el continente americano, donde los sencillos del álbum estaban teniendo éxito en la difusión.

## Videos
1. «Resucitar»
2. «Sin Querer»
3. «Después De Mí»

## Lista de canciones
Todas las canciones fueron escritas por Gian Marco.
| N.º   | Título                    | Duración |  |
| 1.    | «Gota de Lluvia»          | 4:10     |  |
| 2.    | «Después de mí»           | 3:35     |  |
| 3.    | «Resucitar»               | 3:21     |  |
| 4.    | «Sortearme en tu suerte»  | 4:45     |  |
| 5.    | «Sin querer»              | 3:45     |  |
| 6.    | «Flor de arena»           | 3:37     |  |
| 7.    | «Si me vuelvo a enamorar» | 3:54     |  |
| 8.    | «Lejos de ti»             | 3:04     |  |
| 9.    | «En cada recuerdo»        | 3:34     |  |
| 10.   | «Soy»                     | 3:42     |  |
| 11.   | «Ayer»                    | 3:52     |  |
| 12.   | «Tú y yo»                 | 3:44     |  |
| 45:03 |                           |          |  |

## Premios y nominaciones

### Premios Grammy Latinos
| Año  | Trabajo nominado | Categoría             | Resultado | Ref(s)       |
| ---- | ---------------- | --------------------- | --------- | ------------ |
| 2004 | Resucitar        | Mejor Álbum Cantautor | Ganador   | [ 9 ] [ 10 ] |

## Premios y nominaciones
| Año  | Premio                       | Categoría       | Resultado   | Ref(s) |
| ---- | ---------------------------- | --------------- | ----------- | ------ |
| 2005 | Premios Luces de El Comercio | Mejor disco pop | Desconocido | [ 11 ] |